# Mirna Mazić
Mirna Mazić (24 de dezembro de 1985) é uma basquetebolista profissional croata.

## Carreira
Mirna Mazić integrou a Seleção Croata de Basquetebol Feminino, em Londres 2012, que terminou na décima colocação.